# Goraesan
Goraesan (koreanska: 고래산) är ett berg i Sydkorea.   Det ligger i provinsen Gyeonggi, i den norra delen av landet, 28 km öster om huvudstaden Seoul. Toppen på Goraesan är 529 meter över havet, eller 304 meter över den omgivande terrängen. Bredden vid basen är 3,2 km.
Terrängen runt Goraesan är huvudsakligen lite kuperad. Runt Goraesan är det ganska tätbefolkat, med 207 invånare per kvadratkilometer. Närmaste större samhälle är Hwado, 5,1 km norr om Goraesan. I omgivningarna runt Goraesan växer i huvudsak blandskog.